# Yinshania paradoxa
Yinshania paradoxa är en korsblommig växtart som först beskrevs av Henry Fletcher Hance, och fick sitt nu gällande namn av Yi Zhi Zhao. Yinshania paradoxa ingår i släktet Yinshania och familjen korsblommiga växter. Inga underarter finns listade i Catalogue of Life.